# Anton Salétros
Anton János Jönsson Salétros (Stoccolma, 12 aprile 1996) è un calciatore svedese, centrocampista dell'AIK e della nazionale svedese.

## Carriera

### Club
Nato in Svezia da padre ungherese e madre svedese, è approdato nel settore giovanile dell'AIK nel 2009. Nel 2011 è stato nominato "talento dell'anno" sempre per quanto riguarda il vivaio della sua squadra.
Il 6 agosto 2013 ha debuttato in prima squadra, seppur in un match non ufficiale, in occasione dell'amichevole casalinga contro il Manchester United. Poche settimane più tardi, il 31 agosto, ha esordito anche in Allsvenskan sostituendo Ibrahim Moro contro il Gefle, nella sua unica presenza ufficiale di quel campionato.
Nella stagione successiva ha giocato 15 partite, di cui 3 da titolare.
Il 25 aprile 2016 ha segnato il suo primo gol in Allsvenskan, con un tiro da fuori area per il definitivo 2-1 sull'Elfsborg. Due mesi dopo ha firmato un rinnovo fino al 2018.
Al fine di fargli trovare maggiore spazio in forma continuativa, nell'agosto 2017 la dirigenza dell'AIK ha scelto di girare Salétros in prestito agli ungheresi dell'Újpest fino al 30 giugno 2018. Con la squadra di Budapest ha collezionato cinque presenze, perlopiù tra agosto e settembre. La sua quinta e ultima apparizione in biancoviola risale al 21 ottobre, quando ha giocato gli ultimi minuti del derby contro il Ferencváros.
Nel gennaio 2018 è rientrato all'AIK con qualche mese di anticipo rispetto alla scadenza del prestito. Ha giocato 12 partite di campionato e segnato 3 gol, poi in estate è stato ceduto ai russi del Rostov per una cifra di poco inferiore ai 5 milioni di corone (quasi 500.000 euro). Di lì a fine 2018, il centrocampista svedese ha modo di collezionare sei presenze in Prem'er-Liga e tre in Coppa di Russia.
A soli otto mesi di distanza dalla cessione al Rostov, nel febbraio 2019 Salétros ha fatto ritorno all'AIK, con la formula del prestito con una durata inizialmente riportata fino al 30 giugno seguente ma in realtà poi valida fino al 31 luglio e in seguito ulteriormente prorogata fino al 31 dicembre.
Nel febbraio 2020 il Rostov lo ha nuovamente girato in prestito, questa volta in Norvegia fino al 31 luglio al Sarpsborg 08, sotto la guida tecnica dell'allenatore svedese Mikael Stahre. Il 5 ottobre dello stesso anno, il trasferimento al Sarpsborg 08 è diventato a titolo definitivo, con il calciatore che ha firmato un contratto valido per i successivi due anni e mezzo.
Il 2 gennaio 2023 è diventato un giocatore del Caen con un contratto fino al 2025. Ha giocato 15 partite di Ligue 2 2022-2023, di cui 13 da titolare, segnando una rete.
L'8 luglio 2023 è tornato nuovamente ad essere un giocatore dell'AIK, essendo stato riacquistato. Già nella sua prima partita di questa nuova parentesi, nella vittoria esterna per 2-1 contro il Varberg, è stato determinante in entrambi i gol. L'anno seguente è stato uno dei tre candidati al premio di centrocampista dell'anno dell'Allsvenskan 2024.

### Nazionale
Nel 2013 ha fatto parte della squadra che ha conquistato la medaglia di bronzo ai Mondiali Under-17. Nello stesso anno ha debuttato con la selezione Under-19. Dal 2015 al 2017 ha giocato nell'Under-21.
Il 12 gennaio 2020 è stato schierato nell'amichevole della nazionale maggiore vinta 1-0 a Doha contro il Kosovo. La nazionale in quel caso era composta perlopiù da giocatori militanti nei soli campionati scandinavi.
Il 10 giugno 2025 realizza la sua prima rete per la Svezia nell'amichevole vinta 4-3 contro l'Algeria.

## Palmarès

### Club

#### Competizioni nazionali
- Campionato svedese: 1

AIK: 2018